# Galión
Lucio Junio Galión Anneano, nacido como Lucio Anneo Novato, (en latín: Luius Iunius Gallio Anneanus) (Córdoba, 3 a. C.-Córdoba, 65) fue un político de la Roma Antigua, hermano del conocido filósofo Lucio Anneo Séneca e hijo de Séneca el Rétor. Procónsul de Acaya en tiempos de Pablo de Tarso, al que libró de manos de los judíos en Corinto.

## Orígenes y familia
Fue adoptado por el retórico Lucio Junio Galión y por eso se llamó Lucio Junio Anneo Galión. Séneca habla de él en su libro de Quaestiones Naturales, elogiando sus grandes cualidades humanas y presentándole como «un hombre universalmente amado». A él dedicó también su libro De Vita beata. Siguió la carrera política y llegó a ser procónsul de Acaya en tiempo del emperador Claudio.

## Carrera política
En el curso de unas excavaciones practicadas en Delfos por la Escuela Francesa de Atenas, entre los años 1892 a 1903, se descubrió un fragmento de una inscripción en la que se lee «Galión, mi amigo y procónsul de Acaya». El fragmento pertenece a una carta dirigida por el emperador Claudio a la ciudad de Delfos. Los historiadores coinciden en fechar esta carta entre la vigesimosexta y vigesimoséptima aclamación imperial de Claudio, lo que permite fijar el año de proconsulado de Galión en Acaya entre los años 51 a 52, o 52 a 53. Su residencia estaba en Corinto. Lucas el Evangelista manifiesta con ello, una vez más en su libro de los Hechos de los Apóstoles, lo bien informado que estaba para los datos históricos.

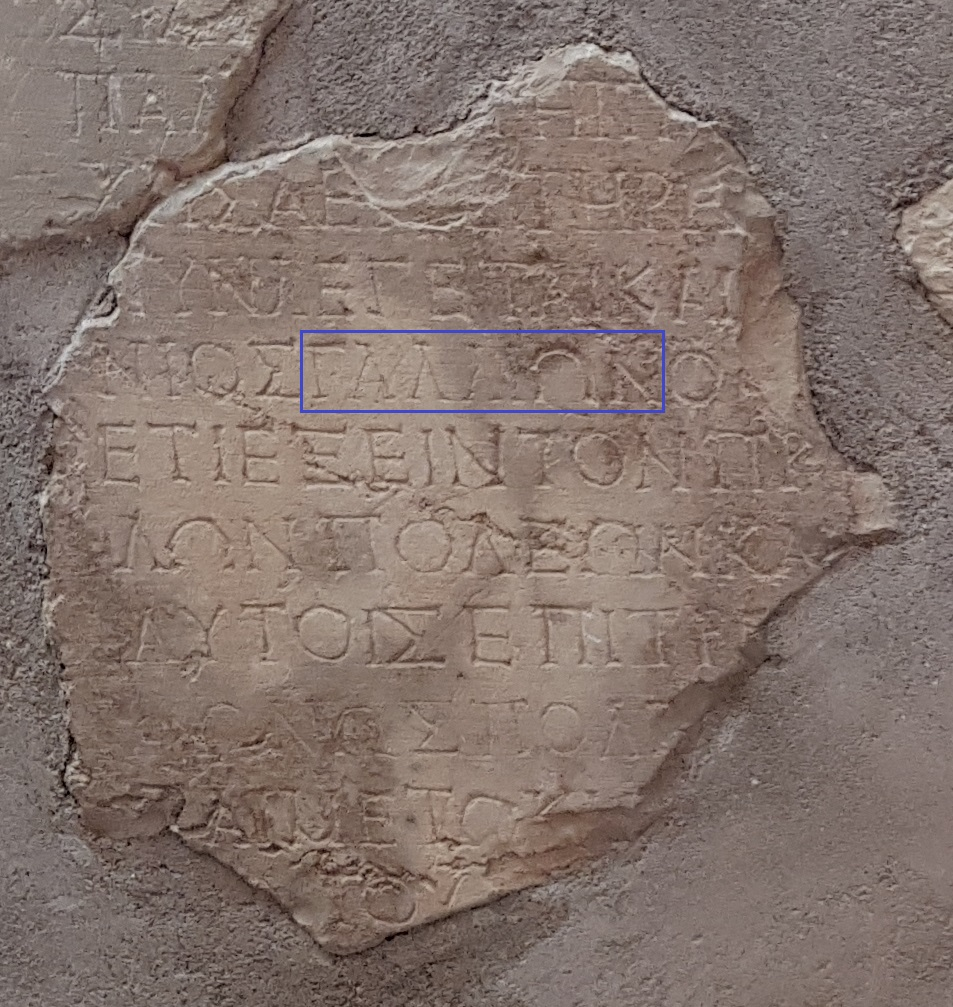
Museo de Delfos: Fragmento de una inscripción que menciona el nombre de Galión (ΓΑΛΛίΩΝ)

En efecto, Pablo de Tarso llevaba cerca de año y medio predicando en Corinto; muchos gentiles e incluso judíos, entre estos Crispo, el jefe de la sinagoga, habían creído en su doctrina; los judíos esperaban una ocasión para actuar contra Pablo y creyeron que ésta se les brindaba con la llegada de Galión, el nuevo procónsul. Pensando «aprovechar la inexperiencia del nuevo funcionario» (Rennié), se levantaron contra Pablo y le llevaron al tribunal, acusándole de que persuadía a los hombres a adorar a Dios de modo contrario a la ley. La acusación es un tanto ambigua, pues igual podían dar a entender que Pablo actuaba contra la ley romana en materia de adoración, como que actuaba contra la religión judía reconocida por Roma. A Galión no le importaban mucho las cuestiones judías. Por eso, ni permitió que Pablo se defendiera, sino que echó a todos del tribunal, diciéndoles que no quería ser «juez de semejante causa». La escena acaba de un modo grotesco, pues algunos de los presentes la toman a golpes contra Sóstenes, el archisinagogo, sin que Galión tome cartas en el asunto. No cree digno ni aun defender al jefe de los acusadores; les considera gente despreciable. No existen noticias de que Pablo tuviese más relación con el procónsul.
Según Séneca, Galión tuvo que dejar precipitadamente Acaya a causa de sus fiebres. En 56, fue designado cónsul suffectus.
La muerte de Claudio y la subida al poder de Nerón cambió el curso de su vida. En un principio se dedicó a halagar la vanidad de Nerón. Parece ser que estuvo complicado en la conjuración de Pisón. El suicidio de su hermano Séneca, según Tácito, le inspiró gran terror e imploró piedad al emperador, «y encomendándose para ello a los ruegos de los senadores, fue reprendido ásperamente por Galieno Clemente, quien le llamó rebelde y parricida, acusándole de querer abusar de las calamidades públicas en propio interés». Beurlier dice que se ignora la forma y época de su muerte, pero generalmente se admite que como sus hermanos y sobrino tuvo que suicidarse (Ricciotti). Esto acaeció hacia 65 o 66.